# Unidade de recuperação de calor
Uma unidade de recuperação de calor é um trocador de calor utilizado no aproveitamento de uma corrente de gás de escape em uma unidade industrial para prover calor a outro fluido que, de outra maneira, necessitaria de aquecimento por fornecimento de energia externa, como a eletricidade ou pela queima de outro combustível, como o gás natural ou óleo combustível.
Através destes equipamentos aproveita-se a alta temperatura dos gases de escape das turbinas ou de grandes motores industriais, com economia em custos para a instalação industrial e com significativas vantagens ambientais. Seu uso mais comum se dá em turbinas, tanto para turbocompressores como turbogeradores, onde os gases de escape destas, em vez de sofrerem emissão na atmosfera, são direcionados para um conjunto de tubos aletados, onde o fluido a absorver o calor e transmitir a energia está circulando. Este fluido pode ser um óleo adequado (em inglês, um hot-oil, "óleo quente"), que depois é utilizado dentro da própria instalação num aquecimento qualquer, como um fluido térmico. É também comum, em estações de bombeamento de petróleo, como as em oleodutos, nas quais turbinas produzem a energia elétrica, aquecer o óleo cru visando reduzir sua viscosidade e facilitar o bombeamento.
Em maior escala, como nas usinas termoelétricas com turbinas de grande porte, os gases de escape podem ser aproveitados para gerar vapor e com este vapor prover o ciclo combinado chamado de cogeração.